# Coupe d'Asie de l'Est de football 2019
 (août 2018).
Si vous disposez d'ouvrages ou d'articles de référence ou si vous connaissez des sites web de qualité traitant du thème abordé ici, merci de compléter l'article en donnant les références utiles à sa vérifiabilité et en les liant à la section « Notes et références ».
Navigation
Japon 2017 Chine 2021
La Coupe d'Asie de l'Est de football 2019 est la 8e édition de la compétition de football opposant les équipes des pays et territoires situés en Asie de l'Est. Elle est organisée par la Fédération de football d'Asie de l'Est (EAFF).
Cette compétition met aux prises dix équipes, en trois tours. Le premier, disputé par quatre nations, qualifie une équipe pour le tour suivant où elle affronte trois équipes qualifiées d'office. Le dernier tour oppose trois équipes qualifiées d'office et le vainqueur du deuxième tour.

## Déroulement de la compétition
Comme pour les éditions précédentes, les équipes nationales de Chine, de Corée du Sud et du Japon sont automatiquement qualifiées pour la phase finale.
Le premier tour voit s'affronter Macao, les Îles Mariannes du Nord, Guam et la Mongolie, tournoi disputé dans ce dernier pays. Le vainqueur de ce premier tour rejoint Hong Kong, la Corée du Nord et Taïwan au deuxième tour, disputé à Taïwan, dont le vainqueur obtient son billet pour la phase finale, organisée cette année au Japon. La phase finale est disputée dans un championnat à quatre, chaque équipe affrontant une seule fois les trois autres. L'équipe qui a le plus de points au classement remporte le trophée.

## Équipes participantes
- Engagées au premier tour :
  -  Mongolie - Pays organisateur
  -  Guam
  -  Îles Mariannes du Nord
  -  Macao
- Entrent au deuxième tour :
  -  Hong Kong
  -  Corée du Nord
  -  Taipei chinois - Pays organisateur

Équipes participantes

- Entrent directement en phase finale :
  -  Corée du Sud - Pays organisateur
  -  Japon
  -  Chine

## Compétition

### Premier tour
Les 4 sélections participant au premier tour de qualification sont regroupées au sein d'un groupe où chacun joue une fois contre tous ses adversaires. Le premier tour est disputé au stade national à Oulan-Bator, Mongolie.
|   | Équipe                 | Pts | J | G | N | P | BP | BC | Diff |
| - | ---------------------- | --- | - | - | - | - | -- | -- | ---- |
| 1 | Mongolie               | 7   | 3 | 2 | 1 | 0 | 14 | 2  | 12   |
| 2 | Macao                  | 4   | 3 | 1 | 1 | 1 | 4  | 5  | -1   |
| 3 | Guam                   | 4   | 3 | 1 | 1 | 1 | 5  | 3  | 2    |
| 4 | Îles Mariannes du Nord | 1   | 3 | 0 | 1 | 2 | 1  | 14 | -13  |

| 2 septembre 2018 | Guam     | 4-0 | Îles Mariannes du Nord |
| 2 septembre 2018 | Mongolie | 4-1 | Macao                  |
| 4 septembre 2018 | Macao    | 2-0 | Guam                   |
| 4 septembre 2018 | Mongolie | 9-0 | Îles Mariannes du Nord |
| 6 septembre 2018 | Macao    | 1-1 | Îles Mariannes du Nord |
| 6 septembre 2018 | Mongolie | 1-1 | Guam                   |

### Deuxième tour
Le vainqueur du premier tour rejoint les trois équipes qualifiées d'office pour le deuxième tour, Taïwan, Hong Kong et la Corée du Nord. Les quatre sélections sont regroupées au sein d'un groupe où chacun joue une fois contre tous ses adversaires. Le second tour se jouera au stade municipal de Taipei à Taïpei, entre le 11 et le 17 novembre 2018.
|   | Équipe         | Pts | J | G | N | P | BP | BC | Diff |
| - | -------------- | --- | - | - | - | - | -- | -- | ---- |
| 1 | Hong Kong      | 7   | 3 | 2 | 1 | 0 | 7  | 2  | 5    |
| 2 | Corée du Nord  | 7   | 3 | 2 | 1 | 0 | 6  | 1  | 5    |
| 3 | Taipei chinois | 3   | 3 | 1 | 0 | 2 | 3  | 5  | -2   |
| 4 | Mongolie       | 0   | 3 | 0 | 0 | 3 | 3  | 11 | -8   |

| 11 novembre 2018 | Corée du Nord  | 4-1 | Mongolie      |
|                  | Taipei chinois | 1-2 | Hong Kong     |
| 13 novembre 2018 | Hong Kong      | 0-0 | Corée du Nord |
|                  | Taipei chinois | 2-1 | Mongolie      |
| 16 novembre 2018 | Mongolie       | 1-5 | Hong Kong     |
|                  | Taipei chinois | 0-2 | Corée du Nord |

### Phase finale
La compétition se déroulera en Corée du Sud.
Le vainqueur du deuxième tour rejoint les trois équipes qualifiées d'office pour la phase finale, le Japon, la Chine et la Corée du Sud, tenante du titre. Les quatre sélections sont regroupées au sein d'un groupe où chacun joue une fois contre tous ses adversaires. 
|   | Équipe       | Pts | J | G | N | P | BP | BC | Diff |
| - | ------------ | --- | - | - | - | - | -- | -- | ---- |
| 1 | Corée du Sud | 9   | 3 | 3 | 0 | 0 | 4  | 0  | +4   |
| 2 | Japon        | 6   | 3 | 2 | 0 | 1 | 7  | 2  | +5   |
| 3 | Chine        | 3   | 3 | 1 | 0 | 2 | 3  | 3  | 0    |
| 4 | Hong Kong    | 0   | 3 | 0 | 0 | 3 | 0  | 9  | -9   |

| 10 décembre 2019 | Chine        | 1-2 | Japon     |
| 11 décembre 2019 | Corée du Sud | 2-0 | Hong Kong |
| 14 décembre 2019 | Japon        | 5-0 | Hong Kong |
| 15 décembre 2019 | Corée du Sud | 1-0 | Chine     |
| 18 décembre 2019 | Hong Kong    | 0-1 | Chine     |
| 18 décembre 2019 | Corée du Sud | 1-0 | Japon     |

| 10 décembre 2019 | Chine           | 1 - 2 | Japon                                           | Stade de Gudeok, Busan                        |                                               |
| 19h30 UTC+9      | ( Jin) Dong 90e |       | 29e Suzuki ( Morishima) · 70e Miura ( Ideguchi) | Spectateurs : 800 Arbitrage : Ilgiz Tantashev | Spectateurs : 800 Arbitrage : Ilgiz Tantashev |
| 19h30 UTC+9      | Rapport         |       |                                                 | Spectateurs : 800 Arbitrage : Ilgiz Tantashev | Spectateurs : 800 Arbitrage : Ilgiz Tantashev |

| 11 décembre 2019 | Corée du Sud                         | 2 - 0 | Hong Kong | Stade Asiade de Busan, Busan                |                                             |
| 19h30 UTC+9      | Hwang In-beom 45+1e · Na Sang-ho 82e |       |           | Spectateurs : 1 070 Arbitrage : Shaun Evans | Spectateurs : 1 070 Arbitrage : Shaun Evans |

| 14 décembre 2019 | Japon                                      | 5 - 0 | Hong Kong | Stade de Gudeok, Busan |  |
| 19h30 UTC+9      | Suga 8e · Tagawa 14e · Ogawa 26e 45+1e 58e |       |           |                        |  |

| 15 décembre 2019 | Corée du Sud    | 1 - 0 | Chine | Stade Asiade de Busan, Busan |  |
| 19h30 UTC+9      | Kim Min-jae 13e |       |       |                              |  |

| 18 décembre 2019 | Hong Kong | 0 - 2 | Chine                                | Stade Asiade de Busan, Busan |  |
| 16h15 UTC+9      |           |       | 8e Ji Xiang · 71e (pen.) Zhang Xizhe |                              |  |

| 18 décembre 2019 | Corée du Sud      | 1 - 0 | Japon | Stade Asiade de Busan, Busan |  |
| 19h30 UTC+9      | Hwang In-beom 28e |       |       |                              |  |

## Classement de la compétition
| Coupe d'Asie de l'Est 2019 Vainqueur Corée du Sud 5e titre |